# Хованский, Андрей Фёдорович
Князь Андрей Фёдорович Хованский (ум. после 1533) — боярин на службе у ряда удельных князей в составе Великого княжества Московского, дед по материнской линии Владимира Андреевича Старицкого и прадед Марии Владимировны, королевы Ливонской.
Представитель княжеского рода Хованских, происходящих от князей Патрикеевых, потомков Гедимина. Внук первого князя Хованского, старший из двоих сыновей Фёдора Васильевича Кривого.
Около 1511 года служил у волоцкого князя Фёдора Борисовича, после смерти которого в 1513 году не смог получить значительный чин при московском дворе. Ещё до 1522 года стал боярином углицкого князя Дмитрия Ивановича Жилки. Через некоторое время стал боярином Старицкого князя Андрея Ивановича.
Был женат на дочери боярина Пётра Борисовича Бороздина. В 1533 году (2 февраля) выдал за своего господина дочь Ефросинью.
Имел ещё одну дочь, выданную за князя Юрия Андреевича Пенинского-Оболенского Меньшого, также служившего старицкому князю, и сына Фёдора Кривого.